# 中油燃氣
中油燃氣集團有限公司，簡稱中油燃氣（港交所：0603），2000年，被日本光通信收購後，透過「金力國際集團有限公司」換取上市，改名為光通信國際有限公司。隨著科網股爆破後，改名「中華城市燃氣集團」，再改名為「日本亞太事業投資」，後來改名中油燃氣集團有限公司，並改為每年12月31日底財政年度。
中油燃氣（港交所：0603）雖有中油之名，其實為一註冊在百慕達的民間企業，2018年第一大股東為許鐵良，持股24.5%，註冊登記地 在百慕達，詳細地址為：Clarendon House，2 Church Street，Hamilton HM 11，Bermuda。
中油燃气的主要业务为投资于天然气及能源相关的业务。其城市天然气业务始于2002年，与中国石油天然气集团全资下属机构中国石油天然气管道局携手成立中油中泰燃气有限责任公司，致力拓展城市燃气业务，先后在天津、山东、湖南、青海投资及经营天然气业务。
中油燃氣是一家經營天然氣銷售的企業。例如在2007年10月，該公司就江蘇如皋市天然氣項目訂框架協議，料總投資額將為2.5億人民幣，另亦就如皋港油氣貿易、加工、倉儲及物流項目訂框架協議，總投資額30億人民幣，該公司將擁有控制權益。同時，該公司正為發展山西煤層氣天然氣項目進行洽商，並計劃在山西建立一所液化天然氣生產廠房，料初期投資約2億港元，目前並未訂立正式協議。其公司亦於2007年12月，該公司持有51%的附屬公司，將以總投資8億人民幣，於廣東省潮州市城鎮範圍內經營城市天然氣業務，據此中石油（857.HK）已同意每年向潮州市銷售及供應20億立方米天然氣，中油然氣附屬將獨家銷售及分銷有關天然氣。中油燃氣表示，附屬公司發展潮州天然氣項目的註冊資本為2.5億人民幣，而潮州市面積3,613.9平方公里，人口約250萬人。